# 母親
母親簡稱母，或稱媽媽，是一種親屬關係的稱謂，是子女對雙親中的女性的稱呼。母親和子女是重要的直系親屬關係之一，通常具有親密關係。
一般指生育小孩的女性（即生母）；但在有些狀況下，僅養育小孩（養母），或再婚配偶（繼母）、結誼長輩（義母），或是僅提供卵子讓精子與之結合（代孕母），例如：捐卵等辅助生殖技术，但並未親自生育小孩的女人也可如此稱呼。

## 定義
在生物學上，子女體細胞中成對的染色體，有一半是由母親的卵子提供，因此可藉由DNA分析來辨別親屬關係，且父親精子與卵子結合時，只有提供細胞核的遺傳物質，因此子女細胞中粒線體的DNA皆來自母親，可由此來判別母系祖譜。
在社會學上，母親可能代表了養育與教養子女成長的女性。在法律上，女性也可以經由合法的管道，領養子女，或與有子女的男性結婚，進而成為該子女的法定母親。經領養而成為母親的稱為養母，與有子女男性結婚而成為母親的則稱為繼母、後母或晚娘。而部分法律主體由于性别平权的缘故会使用分娩者代指母親。。

## 母親的稱呼
在日常口語中，小孩對母親有許多不同的稱呼，包括媽、媽媽、妈咪。有些地區子女（特別是古代）對母親的稱呼是娘、阿娘、娘親，又有依奶、娘奶、依嬤、阿母、老媽、老媽子（粵語，北方話「老媽子」是指中年或老年女僕）、等稱呼，滿語稱額娘（转写：eniye）。
對別人稱自己的母親有家母、家慈；稱已死去的母親為先慈、先妣；對別人母親的尊稱是令堂或令壽堂（粵語口語中另稱伯母）。要特別注意，有時候父親或母親的丈夫（繼父）也會用兒女對母親的稱呼——“媽媽”或“孩子他（她）媽”——代表他的妻子。
子女在不同的年龄阶段对其母亲的称呼也有所不同。幼儿及少儿时期，子女通常用一些较亲切的称呼，如妈妈等。青年之后，称呼通常为妈等。
在古代中國的漢族皇族中，皇后所出的皇子和公主稱母親為母后，嬪御所出的子女須認皇后為嫡母，稱皇后為母后，稱生母為母妃或与其他庶母一样称为（阿）姨（有的庶出皇子成为皇帝后，尊在世生母为皇太后，即给予生母父亲正妻的名分，或将已故的生母追尊为皇后，即追认为父皇的正妻），皇子、親王的子女亦稱母親為母妃。清代的皇子和公主則稱皇后作皇額娘、生母稱額娘。英語「母后」（Queen Mother）一詞是指現任國王或女王的母親，即王太后，但王太后包括並非現任君主母親的前任王后，且若国王的父亲生前不是国王，国王的母亲也只能按丈夫生前的封爵称某夫人而不得称母后或王太后。
在中國的一夫一妻多妾家庭中，父親的正室相對於庶出子女而言是嫡母，庶出子女稱嫡母為「大媽」、「大娘」。父親的妾相對於正室或其他妾所生的子女而言是庶母，子女會把庶母稱為「小媽」 、「○媽」（○為在妻妾中的排行）、「阿姨」、「姨娘」等，「阿姨」、「姨娘」的稱呼是源於一些地區對母親姊妹的稱呼。
在臺灣鄒族稱母親為伊娜（Ina）。

## 母親角色

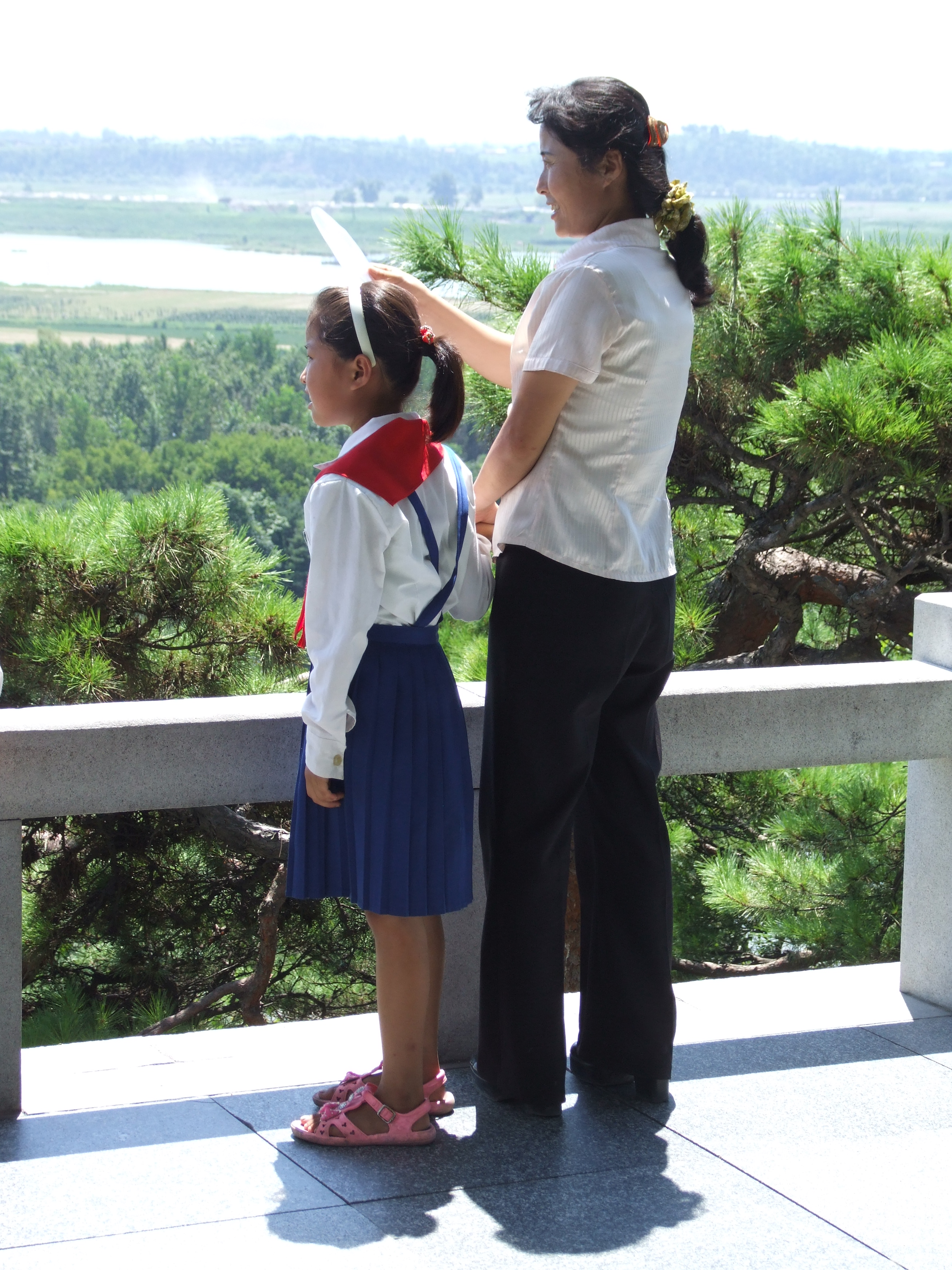
北韓一個母親

在任何一個社會文化中，都有對於母親應扮演角色職責的期望和規範，此即母親角色（Motherhood），例如在傳統中國，母親被期望扮演為一個盡心照顧公婆、操持家務、輔助丈夫、教育子女的重要角色。
在美國1960年代的第二波婦女運動中，女性主義者開始對於西方傳統價值觀中對於母親角色的假設有所反省，認為許多對於母親角色的期望（照顧小孩、負責家務），其實是父權制度的產物。

## 著名的母親
- 中國古代孟母三遷的故事，是描述儒家學者孟子幼時，母親為了讓他習得良好的品行，將住家從墳墓、市場、再搬到學堂旁，並激勵他努力向學，終於成為一位著名的學者。
- 中國古代岳母刺字的故事：岳飛的忠勇事蹟廣布民間，其中岳母刺字的故事也是家喻戶曉。

## 衍生用法
在許多語言中都會將自己所屬的事物以「母」稱之，例如將自己的祖國稱為母國，畢業的學校稱為母校，出生成長所學的第一種語言為母語。

## 影視或音樂
- 媽媽好，一首家喻戶曉的兒歌，歌頌母愛的偉大。
- 電影《媽媽再愛我一次》讓媽媽好再次紅遍地區。
- 电影《漂亮妈妈》讲述了一位单亲母亲努力打工，只为让听力障碍的儿子上学的感人故事。